# Kalim Sharafi
Kalim Sharafi (8 de maio de 1924 - 2 de novembro de 2010) foi um cantor de Bangladesh.